# Bürgermeisterei Elsen
Die Bürgermeisterei Elsen, zuletzt als Amt Elsen bezeichnet, war eine Bürgermeisterei im Kreis Grevenbroich in der preußischen Rheinprovinz. Ihr Gebiet gehört heute zur Stadt Grevenbroich im Rhein-Kreis Neuss in Nordrhein-Westfalen.

## Geschichte
Von 1798 bis 1814 stand der linke Niederrhein unter französischer Herrschaft. Während dieser Zeit wurde nach französischem Vorbild die Mairie Elsen im Kanton Elsen des Arrondissements Köln im Rur-Departement gebildet. Nachdem 1814 das Rheinland auf dem Wiener Kongress Preußen zugeschlagen wurde, kam der gesamte Kanton Elsen 1816 zum neuen Kreis Grevenbroich. Aus der Mairie Elsen der Franzosenzeit wurde die preußische Bürgermeisterei Elsen. Die Bürgermeisterei umfasste die drei Gemeinden Elfgen, Elsen und Laach.
Am Ende des Jahres 1927 wurde die Bezeichnung aller rheinischen Landbürgermeistereien in Amt geändert. Die Bürgermeisterei Elsen hieß nun Amt Elsen.
Am 1. Oktober 1930 wurde die Gemeinde Laach in die Stadt Grevenbroich eingemeindet. Gleichzeitig wurde das Amt Elsen aufgelöst. Seine beiden restlichen Gemeinden Elsen und Elfgen kamen zum Amt Grevenbroich.

## Einwohnerentwicklung
| Jahr | Einwohner | Quelle |
| ---- | --------- | ------ |
| 1816 | 1891      | [ 7 ]  |
| 1828 | 2029      | [ 8 ]  |
| 1871 | 2938      | [ 4 ]  |
| 1885 | 3643      | [ 9 ]  |
| 1910 | 4737      | [ 10 ] |